# Коваль Степан Миколайович
Степа́н Микола́йович Ко́валь (нар. 18 липня 1965 року, Новомосковськ, Дніпропетровська область) — український режисер, аніматор. Лауреат Національної премії України імені Тараса Шевченка та Срібного Ведмедя Берлінського кінофестивалю. Значна частина його творчості — анімації, створені в пластиліновій техніці, за що Степан Коваль отримав прізвисько «пластиліновий геній».

## Біографія
Народився 18 липня 1965 року в місті Новомосковську Дніпропетровської області.
У 1993 року — закінчив факультет архітектури київської Академії мистецтв.
У 1998 року — закінчив театральний інститут ім. Карпенка-Карого (режисер анімаційного кіно).
З 2006 року — головний режисер студії «Новаторфільм».

## Фільмографія[1]
Короткометражні фільми:
- «Це ми!» (1995)
- «Рукавичка» (1996, художник-аніматор у співавт.)
- «Ріпка» (1996, авт. сц., худ.)
- «2-2-2» (1998, авт. сцен., опер., худ.)
- «Йшов трамвай № 9» (2002)
- «Злидні» (2005)
- «Бійка за печиво» (2006)
- «Глинька» (18 липня 2008)
- «Стати твердим» (2009)
- «Лабіринт» (2017)

Анімаційні серіали:
- «Сім'я Грищенків» (2003—2004)
- «Моя країна — Україна» (2010—2014)
- «Професіонали» (2015)

## Музичні кліпи
У 2010 році відзняв кліп «Щедрик» до пісні українського співака Олега Скрипки

## Нагороди
- Національна премія України імені Тараса Шевченка 2017 року — за мультиплікаційний цикл «Моя країна — Україна», створення оригінальної пластичної кіномови і вагомий внесок в українську та європейську анімацію[3]
- 1995 — Приз фестивалю «Крок 1995», анімаційний фестиваль /диплом за дебютне кіно
- 1998 — Фестиваль «Відкрита ніч» — III місце
- 2002 — Гран-прі фестивалю  «Крок»
- Приз гільдії кінознавців та кінокритиків РФ[en]
- Приз глядацьких симпатій та приз за найкраще анімаційне кіно фестивалю «Молодість»
- І місце і приз глядацьких симпатій фестивалю «Відкрита ніч»
- Срібний ведмідь в конкурсі короткометражного фільму Берлінського кінофестивалю[4]
- Приз за найкраще анімаційне кіно Талліннського кінофестивалю «Темні ночі»
- Приз глядацьких симпатій International Festival of Animated Film Stuttgart
- Диплом фестивалю Renconteres internationales du cinema d'Animation de Wissemborg
- Срібний дракон за анімаційне кіно Cracow Film Festival
- Приз глядацьких симпатій FANTOCHE Int Animated Film Festival
- Диплом фестивалю International Animation Festival in Hiroshima
- Приз за найкраще анімаційне кіно фестивалю International Tampere Film Festival
- 1 премія фестивалю Festival Tous Courts
- Приз за найкраще анімаційне кіно фестивалю Tirana International Film Festival
- Приз за найкраще анімаційне кіно фестивалю Evora International Short Film Festival
- Золота медаль фестивалю Belgrad documentary and Short Film Festival
- Приз за найкраще анімаційне кіно фестивалю BILBAO documentary and Short Film Festival
- Премія MonicaCavalieri фестивалю Festival Internationale del Film Turistico «Filmondo»
- Приз за найкращу анімаційну стрічку Національної спілки кінематографістів України
- 2005 — Диплом журі фестивалю World Festival of Animated Films in Zagreb
- Golden Mboni фестивалю Lola Kenia Festival[en]
- Срібний ведмідь фестивалю Festival der Nationen[de]
- II премія фестивалю Ja Ja Festival
- Приз глядацьких симпатій, приз за найкраще дитяче кіно фестивалю ANIMADRID[es]
- 2006 — Приз глядацьких симпатій фестивалю FILMETS[es]
- 2010 — Приз глядацьких симпатій Cracow Film Festival
- 2011 — Гран-прі в конкурсі анімації Кінолітопис
- Перше місце фестивалю Дніпро-сінема